# Laxenburg
Laxenburg je naselje in občina v Spodnji Avstriji v okrožju Mödling v bližini Dunaja z 2859 prebivalci (stanje 1. januar 2015).
Znano je predvsem po gradovih Laxenburga, grajskem parku  in Franzensburgu.

## Geografija
Laxenburg leži okoli 20 km južno od Dunaja ob reki Schwechat.
Občina obsega samo eno naselje in eno katastrsko občino.
Laxenburg meji na Wiener Neudorf, Biedermannsdorf, Achau, Guntramsdorf in Münchendorf.	

## Zgodovina
Prve omembe iz zgodnjega 13. stoletja se nanašajo na ministeriale iz Lachsendorfa. Park z majhnimi, a bogatimi stavbami je leta 1333 postal habsburška last. Mesto je dobilo velik pomen, ko je vojvoda Albreht III. habsburški v 14. stoletju majhen grad razširil v veličasten lovski dvorec. Stavba se zdaj imenuje Stari grad ( Altes Schloss)  (v parku, po glavnem vhodu na desni strani). To posest je vojvoda Albreht imenoval Lachsenburg in to ime je obveljalo za celotno naselje. Leta 1388 je naselje dobilo tržne pravice. V 17. stoletju so bile parkovne površine razširjene, delo Lodovica Burnacinija.
Cesarski baročni Blauer Hof (ali Neues Schloss) je bil zgrajen leta 1710 ob vhodu v park po naročilu cesarskega podkanclerja Friedricha Karla von Schönborna-Buchheima, delo Johanna Lucasa von Hildebrandta. Marija Terezija je kupila Blauer Hof, ki ga je leta 1756 dvorni arhitekt Nicoló Pacassi zelo razširil. To je bila cesarska poletna palača in bila najljubša rezidenca cesarice Marije Terezije. Pogosto so ga uporabljali Jožef II., Franc II. in Karel I. Bil je priljubljena poletna rezidenca tudi drugih članov habsburške družine.  
Cerkev, ki je nasproti Blauer Hofa, je prva stavba severno od Alp z ukrivljenimi fasadnimi elementi (značilnost visokega baroka). 11. junija 1693 je bil cesar Leopold I. na slovesnosti polaganja temeljnega kamna. Arhitekt je bil Carlo Antonio Carlone med letoma 1693-1703, upravljanje gradnje je vodil Christian Alexander Oedtl. Nova cerkev je bila posvečena 31. maja 1699, ko je župnik pisal cesarju in dodal, da cerkev nima stolpa. Že leta 1712 je bil končan križ, ki bo postavljen na zvonik. To gradnjo je  do 1724 vodil Matthias Steinl. Kamnite rezbarije iz trdega kamna Kaiserstein so delo Johanna Wieserja iz Kaisersteinbrucha. O gradbenem delu komaj obstajajo dokumenti.
Po letu 1780 je bil grajski park v Laxenburgu, razen ohranjenih francoskih vrtov, preoblikovan v angleškem krajinskem slogu. Od takrat ima tudi ozke, romantične poti, več umetnih ribnikov in na otoku, po cesarja Francu I. imenovan, Franzensburg.
Leta 1849 je nastala sedanja občina.
Cesar Franc Jožef in cesarica Elizabeta sta bila leta 1854 na svojem poročnem potovanju v Laxenburgu. Tudi dva od njenih štirih otrok - Gisela (1856-1932) in prestolonaslednik Rudolf (1858-1889) - sta bila rojena na gradu Laxenburg.
Leta 1919 je palačni kompleks postal last sklada za vojne sirote (Kriegsgeschädigtenfonds). Od takrat je mesto Dunaj posestnik območja parka Laxenburg.
Po priključitvi Avstrije leta 1938 je bilo naselje vključeno v Gross-Wien (del 24. okrožja). Po letu 1945, ko so Avstrijo osvobodili zavezniki, točneje leta 1954, je Laxenburg ponovno postal neodvisen in pripadel Spodnji Avstriji.
Od konca druge svetovne vojne leta 1945 do avstrijske državne pogodbe leta 1955 so imeli sovjetski okupacijski vojaki v Blaue Hof eno svojih glavnih oporišč južno od Dunaja. V tem času so bili veličastne stavbe in park močno prizadeti.
Do konca leta 1950 so se pojavili načrti, da bi močno uničen grajski park uredili za svetovno razstavo leta 1967, a so se načrti razblinili, čeprav je ideja o oživitvi v Spodnji Avstriji in na Dunaju ostala. Za upravljanje in trženje parka in gradu je bilo ustanovljeno podjetje Schloss Laxenburg Betriebsgesellschaft, v katerem imata Spodnja Avstrija in Dunaj vsak po 50-odstotni delež. V gradu zdaj domuje IIASA (Internationale Institut für Angewandte Systemanalyse) z več kot 200 zaposlenimi.
V zadnjih desetletjih je Laxenburg postal zelo iskan kraj stalnega prebivališča in je hkrati ena najbolj priljubljenih zanimivosti v Spodnji Avstriji.
Na svetovnem kongresu Interpola v Riu de Janeiru septembra 2006 je bilo odločeno, da bo sedež Mednarodne protikorupcijske akademije v Avstriji, natančneje v Laxenburgu. 
- Laxenburg v 18. in 19. stoletju
- Laxenburg in njegova okolica pred gradnjo gradu, 1790 (Josephinische Landesaufnahme)
- Kraj in severni del grajskega parka leta 1873 (Franzisco-Josephinische Landesaufnahme, posnetek stanja)
- Südlicher Teil des Schlossparks
- Laxenburg 1900

## Znamenitosti
Kraj je zdaj v glavnem povezan z gradom Laxenburg (Blauer Hof), ki je bil poleg Schönbrunna glavna poletna rezidenca Habsburžanov, in dvorcem Franzensburg z znanim prostornim grajskim parkom.
- Cerkev v Laxenburgu
- Franzensburg na otoku v grajskem parku
- Concordiatempel v grajskem parku
- Stopnice na stolp, Kaiserstein

## Osebnosti povezane s krajem
- Johann Natterer (rojen 9. novembra 1787 v Laxenburgu, † 17. junija 1843 na Dunaju), avstrijski naravoslovec
- Gisela Louise Marie avstrijska (rojena 15. julija 1856 v Laxenburgu, † 27. julija 1932 v Münchnu), nadvojvodinja Avstro-Ogrske, hčerka cesarja Franca Jožefa I. in cesarice Elizabete
- prestolonaslednik Rudolf (rojen 21. avgusta 1858 v Laxenburgu; † 30. januarja 1889 v Mayerlingu), sin cesarja Franca Jožefa I. in cesarice Elizabete
- Elizabeta Marija avstrijska (rojena 2. septembra 1883 v Laxenburgu, † 16. marca 1963 na Dunaju), edina potomka prestolonaslednika Rudolfa

## Pobrateno mesto
- - Gödöllő, Madžarska